# 山口瑠美
山口 瑠美（やまぐち るみ、1980年1月14日 - ）は、日本の演歌歌手。所属事務所はオフィスアムウル。所属レコード会社はテイチクエンタテインメント。血液型O型。

## 略歴
1980年（昭和55年）、山口県岩国市生まれ。立教女学院短期大学（英語科）卒業。
3歳から地元の劇団に入るとともに、人前で演歌を歌い始める。ちびっこ天才歌手として数々の素人歌謡賞の大賞・グランプリを獲得。
1993年2月、青森県・第一回全日本リンゴ追分コンクールと同年7月の第一回ひばり歌謡全国カラオケ大会でのそれぞれグランプリ受賞が作曲家・市川昭介の目に留まり、認められて15歳のときに上京、門下生（弟子入り）となる。演歌道の猛特訓・トレーニングを重ね、1999年に水戸黄門音頭歌手オーディションにトップで合格し、同年7月にテイチクエンタテインメントからプロデビュー。ちなみに「山口瑠美」の名付け親は同郷山口県出身の作詞家・星野哲郎。
2009年（平成21年）7月にはプロデビュー10周年となる。都はるみの「長編歌謡浪曲」を鑑賞して開眼。2005年以降、長編の「歌謡物語」をこれまで6作品発表。
2010年10月～　FMたちかわ「山口瑠美のミュージックトレジャー」を担当

## ディスコグラフィ

### シングル
- 全てテイチクエンタテインメントからリリース。

| #  | 発売日          | 曲順 | タイトル                               | 作詞         | 作曲         | 編曲       | 規格品番   |
| -- | --------------- | ---- | -------------------------------------- | ------------ | ------------ | ---------- | ---------- |
| 1  | 1999年 7月23日  | 01   | 音頭「水戸黄門」 あゝ人生に涙あり      | 山上路夫     | 木下忠司     | 南郷達也   | TEDA-10448 |
| 1  | 1999年 7月23日  | 02   | 寿宝船                                 | 星野哲郎     | 市川昭介     | 南郷達也   | TEDA-10448 |
| 2  | 2005年 10月26日 | 01   | 長編歌謡浪曲 赤垣源蔵                  | 中里はる     | 中里はる     | 西村幸輔   | TECA-12025 |
| 2  | 2005年 10月26日 | 02   | 長編歌謡浪曲 沓掛時次郎                | 中里はる     | 中里はる     | 西村幸輔   | TECA-12025 |
| 3  | 2006年 4月26日  | 01   | 歌謡物語 山内一豊と妻千代              | 中里はる     | 中里はる     | 西村幸輔   | TECA-12046 |
| 3  | 2006年 4月26日  | 02   | 歌謡物語 山内一豊と妻千代 (馬買い編)   | 中里はる     | 中里はる     | 西村幸輔   | TECA-12046 |
| 3  | 2006年 4月26日  | 03   | 歌謡物語 山内一豊と妻千代 (土佐築城編) | 中里はる     | 中里はる     | 西村幸輔   | TECA-12046 |
| 4  | 2007年 2月21日  | 01   | りんどう愛歌                           | 中里はる     | 中里はる     | 西村幸輔   | TECA-12088 |
| 4  | 2007年 2月21日  | 02   | 望郷三味線                             | 中里はる     | 中里はる     | 西村幸輔   | TECA-12088 |
| 5  | 2008年 4月23日  | 01   | 晩春歌                                 | 中里はる     | 中里はる     | 西村幸輔   | TECA-12136 |
| 5  | 2008年 4月23日  | 02   | 浜歌                                   | 中里はる     | 中里はる     | 西村幸輔   | TECA-12136 |
| 6  | 2009年 10月21日 | 01   | さくら草                               | 麻こよみ     | 徳久広司     | 宮崎慎二   | TECA-12205 |
| 6  | 2009年 10月21日 | 02   | 海蛍                                   | 麻こよみ     | 徳久広司     | 宮崎慎二   | TECA-12205 |
| 7  | 2012年 6月20日  | 01   | 名残り月                               | 麻こよみ     | 四方章人     | 南郷達也   | TECA-12353 |
| 7  | 2012年 6月20日  | 02   | 母便り                                 | 麻こよみ     | 四方章人     | 池多孝春   | TECA-12353 |
| 8  | 2013年 6月19日  | 01   | 北しぐれ                               | 麻こよみ     | 四方章人     | 南郷達也   | TECA-12453 |
| 8  | 2013年 6月19日  | 02   | 幸せ一歩                               | 麻こよみ     | 四方章人     | 南郷達也   | TECA-12453 |
| 9  | 2014年 6月18日  | 01   | 雨の錦帯橋                             | 麻こよみ     | 四方章人     | 南郷達也   | TECA-12532 |
| 9  | 2014年 6月18日  | 02   | 花の夜                                 | 麻こよみ     | 四方章人     | 南郷達也   | TECA-12532 |
| 10 | 2015年 2月18日  | 01   | 呼子舟唄                               | みやま清流   | 糸間圭       | 伊戸のりお | TECA-12578 |
| 10 | 2015年 2月18日  | 02   | 臥龍梅                                 | 山口瑠美     | 糸間圭       | 伊戸のりお | TECA-12578 |
| 11 | 2016年 2月17日  | 01   | 夕顔の坂                               | 麻こよみ     | 四方章人     | 南郷達也   | TECA-13657 |
| 11 | 2016年 2月17日  | 02   | 行合橋                                 | 麻こよみ     | 四方章人     | 南郷達也   | TECA-13657 |
| 12 | 2017年 2月22日  | 01   | 想い出酒場                             | 麻こよみ     | 四方章人     | 南郷達也   | TECA-13739 |
| 12 | 2017年 2月22日  | 02   | おんなの花                             | 麻こよみ     | 四方章人     | 南郷達也   | TECA-13739 |
| 13 | 2018年 3月21日  | 01   | 紅殻情話                               | 森坂とも     | 聖川湧       | 石倉重信   | TECA-13828 |
| 13 | 2018年 3月21日  | 02   | みかんの木陰                           | 森坂とも     | 聖川湧       | 石倉重信   | TECA-13828 |
| 14 | 2019年 2月20日  | 01   | 恋ひととせ                             | 森坂とも     | 金田一郎     | 石倉重信   | TECA-13903 |
| 14 | 2019年 2月20日  | 02   | この道                                 | 山口瑠美     | 齋藤隆広     | 大久保明   | TECA-13903 |
| 14 | 2019年 2月20日  | 03   | お酒の歌                               | 山口瑠美     | 齋藤隆広     | 杉山ユカリ | TECA-13903 |
| 15 | 2020年 8月19日  | 01   | 天気雨                                 | 森坂とも     | 金田一郎     | 石倉重信   | TECA-20051 |
| 15 | 2020年 8月19日  | 02   | 至高の王将 〜三吉、小春の物語〜        | 中里はる     | 中里はる     | 西村幸輔   | TECA-20051 |
| 16 | 2022年 10月19日 | 01   | 名もなき花                             | 山口瑠美     | 金田一郎     | 石倉重信   | TECA-22060 |
| 16 | 2022年 10月19日 | 02   | 私のままで                             | 新沢としひこ | 新沢としひこ | 古田綾子   | TECA-22060 |
| 17 | 2024年 9月18日  | 01   | 真昼の月                               | もりちよこ   | 金田一郎     | 佐藤和豊   | TECA-24054 |
| 17 | 2024年 9月18日  | 02   | 旅路、その先へ                         | もりちよこ   | 金田一郎     | 佐藤和豊   | TECA-24054 |

#### デュエット・シングル
| 発売日         | デュエット | 曲順 | タイトル         | 作詞       | 作曲     | 編曲     | 規格品番   |
| -------------- | ---------- | ---- | ---------------- | ---------- | -------- | -------- | ---------- |
| 2004年 7月22日 | さかなクン | 01   | さかなdeラップ   | さかなクン | 西村幸輔 | 西村幸輔 | TECA-12644 |
| 2004年 7月22日 | さかなクン | 02   | ギョギョンパ音頭 | やましゅん | 藤はやと | 西村幸輔 | TECA-12644 |

### アルバム

#### オリジナル・アルバム
| 発売日         | タイトル                                         | 規格品番   |
| -------------- | ------------------------------------------------ | ---------- |
| 2005年3月24日  | みちべの花                                       | TECE-20538 |
| 2007年11月21日 | 長編・歌謡物語「至高の王将〜三吉、小春の物語〜」 | TECE-20720 |

#### ベスト・アルバム
| 発売日         | タイトル                     | 規格品番  |
| -------------- | ---------------------------- | --------- |
| 2014年10月22日 | ベストアルバム〜雨の錦帯橋〜 | TECE-3280 |
| 2017年10月18日 | 2018年全曲集                 | TECE-3453 |
| 2018年10月17日 | 2019年全曲集                 | TECE-3517 |
| 2019年10月16日 | 2020年全曲集                 | TECE-3551 |

### 映像作品

#### ライブ+ミュージック・ビデオ
| 発売日        | タイトル             | 規格 | 規格品番   |
| ------------- | -------------------- | ---- | ---------- |
| 2014年8月20日 | 映像コレクション2014 | DVD  | TEBE-27166 |

## 出演

### テレビ
- 水戸黄門（TBS）第28部第31話（2000年10月30日放送） - 紙屋「河内屋」の娘・お文役
- うたばん（TBS） - 2004年7月、さかなクンと出演
- ごごナマ・ごごウタ（NHK総合）- 2019年4月26日
- 歌謡プレミアム（BS日テレ）- 2023年5月22日、「かもめの街」歌唱

### ラジオ
- ミュージック☆トレジャー （FMたちかわ）- レギュラー、2009年開始
- 瑠美とパンチのほろ酔い酒場 （FMたちかわ）- レギュラー
- きらめき歌謡ライブ（NHKラジオ第1放送）- 2017年6月21日、2008年11月19日、2012年10月10日
- 日曜バラエティー（NHKラジオ第1） - 2009年11月1日、2013年1月6日、2014年9月21日
- 歌の散歩道（NHKラジオ第1） - 2010年4月14日、2012年6月22日